# One-reeler / Act IV
One-reeler / Act IV – czwarty i ostatni minialbum koreańsko-japońskiej grupy Iz*One, wydany 7 grudnia 2020 roku przez wytwórnię Off the Record Entertainment. Płytę promował singel „Panorama”.

## Lista utworów
| CD | CD                              | CD                                   | CD                                          | CD                                   | CD      |
| Nr | Tytuł utworu                    | Tekst                                | Kompozycja                                  | Aranżacja                            | Długość |
| -- | ------------------------------- | ------------------------------------ | ------------------------------------------- | ------------------------------------ | ------- |
| 1. | „Mise-en-Scène”                 | Jung Ho-hyun (e.one)                 | Jung Ho-hyun (e.one)                        | Jung Ho-hyun (e.one)                 | 3:19    |
| 2. | „Panorama”                      | KZ, B.O., FAB                        | KZ, Nthonius, B.O., FAB, Jayins, Ji Ye-joon | Ung Kim, FAB, KZ, Nthonius           | 3:42    |
| 3. | „Island”                        | YOSKE, Alive Knob                    | YOSKE, Alive Knob                           | YOSKE, Alive Knob, Sean Oh           | 3:13    |
| 4. | „Sequence”                      | Jung Ho-hyun (e.one)                 | Jung Ho-hyun (e.one)                        | Jung Ho-hyun (e.one)                 | 3:10    |
| 5. | „O Sole Mio”                    | SCORE (13), MEGATONE (13), EDEN (13) | SCORE (13), MEGATONE (13), EDEN (13)        | SCORE (13), MEGATONE (13), EDEN (13) | 3:30    |
| 6. | „Slow Journey” (kor. 느린 여행) | Iggy, Yongbae, Kim Chae-won          | Iggy, Yongbae, Kim Chae-won                 | Iggy, Yongbae                        | 3:19    |

## Notowania
| Lista                                 | Pozycja |
| ------------------------------------- | ------- |
| South Korean Albums (Circle)          | 1       |
| Japanese Albums (Oricon)              | 8       |
| Japanese Hot Albums (Billboard Japan) | 11      |

## Nagrody w programach muzycznych
| Program            | Data            | Źródło |
| ------------------ | --------------- | ------ |
| The Show (SBS MTV) | 15 grudnia 2020 | [ 5 ]  |
| M Countdown (Mnet) | 17 grudnia 2020 | [ 6 ]  |
| M Countdown (Mnet) | 24 grudnia 2020 | [ 7 ]  |
| Music Bank (KBS2)  | 18 grudnia 2020 | [ 8 ]  |
| Inkigayo (SBS)     | 20 grudnia 2020 | [ 9 ]  |

## Sprzedaż
| Kraj             | Sprzedaż |
| ---------------- | -------- |
| Korea Południowa | 450 549+ |
| Japonia          | 27 900+  |